# MC40
Hsueh Shih-ling (nacido 薛仕凌) (n. 10 de junio de 1983), también conocido como 40 o MC40, es un actor, cantante, rapero, compositor y presentador de televisión taiwanés. 
Hsueh se hizo conocido como MC40 en la galardonada banda de hip-hop Da Mouth, junto con DJ Chung Hua, Harry Chang y Aisa Senda, antes de iniciar su carrera como actor. Escribe la mayoría de las letras de las canciones de Da Mouth. 
En la 56.ª edición de los Premios Golden Bell en 2021, ganó tanto el premio a mejor actor en una serie de televisión por Born Into Loving Hands como el de mejor actor de reparto en una miniserie por Workers de HBO Asia. En 2023, también recibió el premio a mejor actor de reparto en los premios ACA&GOTT organizados por el Festival Internacional de Cine de Busan, y el premio a mejor actor en la 58.ª edición de los Premios Golden Bell por Taiwan Crime Stories.

## Primera infancia
Hsueh nació el 10 de junio de 1983 en el distrito de Kaohsiung, Taiwan, y creció en Vancouver, Columbia Británica, Canadá. Estudió en el Departamento de Inglés de la Universidad Católica Fu Jen, en la Ciudad Nueva de Taiwán. Habla inglés, mandarín y taiwanés con fluidez. Su japonés y español son de nivel elemental. También ha realizado actuaciones en hakka.

## Carrera

### 2007–2016: Carrera musical
HSUEH firmó con Universal Music Taiwan y formó el grupo de hip-hop Da Mouth en 2007. El grupo lanzó su álbum debut homónimo, "Da Mouth", el 26 de noviembre de 2007. Entre 2007 y 2016, lanzaron un total de 5 álbumes de estudio y 2 álbumes especiales. La mayoría de las letras de las canciones fueron escritas por HSUEH.
Da Mouth ganó el premio Best Vocal Group en los 19º Golden Melody Awards en 2008 y en los 22º Golden Melody Awards en 2011.
Debido a consideraciones de salud y planificación futura, los cuatro miembros de Da Mouth decidieron no renovar sus contratos después del lanzamiento de su 5º álbum de estudio, "Back to the Future".

### 2010–2016: Presentación de programas y actuación
HSUEH comenzó a presentar programas de televisión en 2010. Para 2016, había presentado 6 programas de televisión, incluido el programa de noticias de entretenimiento de larga duración "Showbiz".
En 2011, HSUEH apareció en su primera serie de televisión, "Pearls of Love". Posteriormente, desarrolló de manera simultánea y consecutiva su carrera de cantante, actor y presentador hasta la disolución de Da Mouth.

### 2016–presente: Foco en la carrera de actuación
Actualmente, HSUEH se enfoca en la actuación. “Creo que ser actor es convertirse en el medio entre la audiencia y la narración cinematográfica. Conectar lo mejor de ambos mundos y hacer que el público se sienta relacionado con las emociones que están ocurriendo dentro de la película. Por ejemplo, si estuvieras disparando láseres desde tus brazos o si tuvieras seda de araña saliendo de tus brazos. ¿Duele? ¿Quema? ¿Pica? ¿Puedes controlarlo? Quiero decir, eso es muy divertido. Y a través de la actuación y la magia del cine, podemos hacer que el público se sienta relacionado”, dice HSUEH.
De 2021 a 2023, HSUEH recibió 7 nominaciones y 4 premios por su actuación: HSUEH aborda sin miedo diferentes roles y ofrece actuaciones multifacéticas. Interpretó a un obrero de la construcción, un pintor gay de 50 años y un empresario enamorado pero astuto, entre otros. Después de haber completado recientemente las grandes producciones “Born for the Spotlight”, “The World Between Us II” y “Agent from Above”, está listo para protagonizar "Malice", una coproducción entre Taiwán, Indonesia y la República Checa.

## Filmografía

### Películas
| aÑO               | Título en inglés      | Título original    | Personaje             | Notas                    |
| ----------------- | --------------------- | ------------------ | --------------------- | ------------------------ |
| 2009              | L-O-V-E               | 愛到底             | Presentador           |                          |
| 2012              | Touch of the Light    | 逆光飛翔           | Hsien                 |                          |
| 2012              | Letters to the Future | 給未來的信         | Hsien                 | Cortometraje             |
| 2014              | A Minute More         | 只要一分鐘         | Nan                   |                          |
| 2017              | Please Love Her       | 請愛我的女朋友     | Lawrence              |                          |
| 2017              | Sakana Otoko          | 魚男               | Hsiang Hsien-chih     | Película para televisión |
| 2018              | Single Day            | 哈囉！有事嗎       | Pai Ying-chieh        |                          |
| 2019              | The Teacher           | 我的靈魂是愛做的   | Jo                    |                          |
| 2019              | RPG                   | 最愛女人RPG        | Lu Yen                |                          |
| 2022              | You Have To Kill Me   | 我是自願讓他殺了我 | Wang Yu-tse           | Película para televisión |
| 2022              | The Gunshots          | 鎗聲               | Hao                   | Película para televisión |
| 2023              | Workers: The Movie    | 做工的人電影版     | Lai Han-chuan (Chuan) |                          |
| 2023              | Eye of The Storm      | 疫起               | Chin Yu-chung         |                          |
| 2023              | The Abandoned         | 查無此心           | Huang Tung-chi        |                          |
| 2024              | Pigsy                 | 八戒               | Pigsy                 | Animation (Voice Artist) |
| 2025              | Organ Child           | 器子               | Wu                    |                          |
| 2025              | Unexpected Courage    | 我們意外的勇氣     | Born (Po-en)          |                          |
| in pre-production | Malice                | 惡潮               | Ming-i                |                          |

### Serie de televisión
| aÑO  | Título en inglés        | Título original        | Personaje                 | Plataforma de estreno |
| ---- | ----------------------- | ---------------------- | ------------------------- | --------------------- |
| 2011 | Pearls of Love          | 珍愛林北               | DJ                        |                       |
| 2011 | Office Girls            | 小資女孩向前衝         | Presentador de televisión |                       |
| 2011 | Love SOS                | 戀愛SOS                | Wang Ta-tung              |                       |
| 2012 | Ti Amo Chocolate        | 愛上巧克力             | Wei Li                    |                       |
| 2013 | Princess’Stand in       | 金大花的華麗冒險       | Chin Ta-li                |                       |
| 2013 | Love Around             | 真愛黑白配             | James                     |                       |
| 2014 | You Light Up My Star    | 你照亮我星球           | Shen Po-yu                |                       |
| 2015 | Be with Me              | 舞吧舞吧在一起         | Presentador de televisión | Line TV               |
| 2016 | Prince of Wolf          | 狼王子                 | Chiang Ping               |                       |
| 2016 | Chih Ming & Chun Chiao  | 志明與春嬌             | Wang Chih-ming            | Choco TV              |
| 2018 | The Ex-Man              | 前男友不是人           | Hsu Sheng-jen             |                       |
| 2018 | Single Ladies Senior    | 高塔公主               | Chang Shu-huai            |                       |
| 2020 | Workers                 | 做工的人               | Chuan                     | HBO Go                |
| 2020 | Born into Loving Hands  | 生生世世               | Hsieh Yu-shu              |                       |
| 2021 | Gold Leaf               | 茶金                   | Fan Wen-kuei              | Netflix               |
| 2022 | Twisted Strings         | 良辰吉時               | Hung Yun-lung             | HBO Go                |
| 2022 | Shards of Her           | 她和她的她             | Kuan Hsiang-li            | Netflix               |
| 2022 | Lesson in Love          | 第9節課                | Li Ta-wei                 | iQIYI, Netflix        |
| 2023 | Taiwan Crime Stories    | 台灣犯罪故事 －出軌    | Lin Hsueh-ching           | Disney+               |
| 2024 | Born for the Spotlight  | 影后                   | Li Tzu-chi                | Netflix               |
| 2025 | Tabloid                 | 死了一個娛樂女記者之後 | Chuang Ta-hai             | Netflix               |
| 2025 | The World Between Us II | 我們與惡的距離 II      | Kao Cheng-kuang           | Catchplay+            |
|      | Agent from Above        | 乩身                   | Wu Tien-chi               | Netflix               |

### Presentador de televisión
| aÑO       | Título original/en inglés      | Plataforma de estreno |
| --------- | ------------------------------ | --------------------- |
| 2010      | 音樂這個讚                     | Channel V Taiwan      |
| 2010      | 音樂飆榜-西洋榜                | Channel V Taiwan      |
| 2011      | 娛樂排排讚                     | Channel V Taiwan      |
| 2011      | 校園SUPERMAN (Campus Superman) | Channel V Taiwan      |
| 2016      | TA們說 (LGBTalk Show)          | YouTube               |
| 2011-2016 | 完全娛樂 (ShowBiz)             | Sanlih E-Television   |

### Apariciones en Videos Musicales
| aÑO  | Título en inglés                              | Título original      | Artista(s)    |
| ---- | --------------------------------------------- | -------------------- | ------------- |
| 2010 | Welcome                                       | 歡迎光臨             | One Two Free  |
| 2011 | 3D Dancing Lost                               | 3D舞力全失           | One Two Free  |
| 2020 | Until I Met You                               | 直到我遇見了你       | Yo Lee        |
| 2020 | Walk with Me If You’re One of the Lonely Ones | 孤獨的人我們一起出發 | EggPlantEgg   |
| 2021 | Prediction                                    | 預言                 | Tsai Huang-ru |
| 2021 | Stubborn Loneliness                           | 倔強的孤單           | Ricky Hsiao   |
| 2023 | Embryo                                        | 成人                 | HUSH          |
| 2023 | Insincere                                     | 言不由衷             | Cyndi Wang    |

## Discografía

### Álbum
|     | Fecha de lanzamiento | Título del álbum       | Idioma   | Sello discográfico     | Lista de canciones （Título original） |
| --- | -------------------- | ---------------------- | -------- | ---------------------- | --- |
| 1st | 2007-11-16           | 《Da Mouth》           | Mandarín | Universal Music Taiwán | Ver lista 1. The Starting 4 2. 靠過來 3. Get You Back 4. 結果咧 Intro 5. 結果咧 6. Step On The Beat 7. 我願意 8. 我就是喜歡你 9. Mr. Cool Boy 10. 大嘴巴 11. 119 12. 無可取代 13. 懷秋                                                                                             |
| 2nd | 2008-12-19           | 《Player》             | Mandarín | Universal Music Taiwán | Ver lista 1. Intro 2. Da Now一場 3. 國王皇后 4. 緊箍咒 5. 愛的宣言 6. 永遠在身邊 [OT: そばにいるね] 7. Falling Like Dat 8. Asalato Box 9. We Wanna Party 10. 小心眼 11. Down 12. You Are My Angel                                                                                  |
| 3rd | 2010-1-23            | 《One Two Three》      | Mandarín | Universal Music Taiwán | Ver lista 1. 3010 2. Rock It 3. 喇舌 4. Green Kicks 5. 愛不愛我 6. 搜尋遊戲 7. 牽心的朋友 8. Back To The Future 9. 未來派對 10. Turn Up The Music 11. Happy Birthday 買滴兒 12. Shining                                                                                            |
| 4th | 2012-4-20            | 《Influence》          | Mandarín | Universal Music Taiwán | Ver lista 1. 張大你的嘴巴 2. 流感 3. 你怕誰 4. R u kiDdiNg mE？ 5. Beautiful Luv 6. Maybe的機率 7. 防衛心態 8. Up 3x 9. BaBOO 10. 最親的擁抱 11. Baby Gnite 12. Play! |
| 5th | 2015-5-8             | 《Back to the Future》 | Mandarín | Universal Music Taiwán | Ver lista 1. DM111.6 2. Funky那個女孩（Let Dat Gal Go） 3. 有事嗎？（What The...） 4. 魯蛇（Loser） 5. BB Call 6. 玩玩（Keep on Playing） 7. 木目心（Thinking of You） 8. 調調（Swag） 9. Super不明（Super Boomin） 10. 要壞掉了（I Wanna be Your Lover） 11. 大告白（Confession） |

### Álbum especial
|                         | Fecha de lanzamiento | Título del álbum                 | Idioma            | Sello discográfico     | Lista de canciones （Título original） |
| ----------------------- | -------------------- | -------------------------------- | ----------------- | ---------------------- | --- |
| Álbum japonés           | 2009-3-6             | 《DA Mouth -結局、どうなの～？》 | Mandarín, Japonés | Universal Music Taiwán | Ver lista 1. 結果咧(Japanese Ver.) 2. 119 3. 永遠在身邊 4. 我就是喜歡你 5. 國王皇后 6. 緊箍咒 7. 愛的宣言 8. 懷秋 9. WE WANNA PARTY 10. Mr.cool Boy 11. 靠過來 12. Gat You Back 13. 結果咧Intro 14. 結果咧 |
| Álbum de grandes éxitos | 2010-10-8            | 《Da First Episode》             | Mandarín, Japonés | Universal Music Taiwán | Ver listaDisc1 1. 永遠在身邊 2. 結果咧 Intro 3. 結果咧 4. 國王皇后 5. 喇舌 6. 119 7. 愛的宣言 8. 我就是喜歡你 9. Happy Birthday 買滴兒 10. Rock It 11. 首部曲Remix Disc2 1. 沒禮貌 2. It's On 3. 大創作家（por MC40） 4. Dance To Da Beat Mr.DJ 5. Secret Life（por Aisa／Aoyama Teruma） 6. 臨時演員（por Harry） 7. 結果咧（Versión japonesa Remix） |

### Composiciones
| Año  | Canción (Título original) | Artista(s)                 | Letrista                         | Compositor                             |
| ---- | ------------------------- | -------------------------- | -------------------------------- | -------------------------------------- |
| 2007 | 靠過來                    | DaMouth                    | MC40                             | K.Y.B                                  |
| 2007 | Get You Back              | DaMouth                    | MC40                             | Andrew Chen                            |
| 2007 | 結果咧                    | DaMouth                    | MC40                             | K.Y.B                                  |
| 2007 | Step On The Beat          | DaMouth                    | MC40                             | Andrew Chen                            |
| 2007 | 我願意                    | DaMouth                    | MC40                             | K.Y.B                                  |
| 2007 | 我就是喜歡你              | DaMouth                    | MC40                             | Andrew Chen                            |
| 2007 | 大嘴巴                    | DaMouth                    | MC40                             | Adia                                   |
| 2007 | 119                       | DaMouth                    | MC40                             | Adia                                   |
| 2008 | 永遠在身邊                | DaMouth                    | DaMouth                          | Soulja                                 |
| 2008 | 國王皇后                  | DaMouth                    | Harry Chang/ MC40 (parte de rap) | Adia                                   |
| 2008 | 緊箍咒                    | DaMouth                    | MC40                             | K.Y.B                                  |
| 2008 | 愛的宣言                  | DaMouth                    | MC40                             | Andrew Chen                            |
| 2008 | Da Now一場                | DaMouth                    | MC40                             | terrytyelee                            |
| 2008 | Falling Like Dat          | DaMouth                    | MC40                             | Andrew Chen                            |
| 2008 | We Wanna Party            | DaMouth                    | MC40                             | Adia/Wei Jie Liao                      |
| 2008 | 小心眼                    | DaMouth                    | MC40                             | Andrew Chen                            |
| 2008 | Down                      | DaMouth                    | MC40                             | Adia                                   |
| 2009 | D.I.S.C.O                 | Yungai Hayung              | Samuel/ MC40 (parte de rap)      | Ken Gold/Michael Denne/ Teddy/Kush/TOP |
| 2009 | 怪......不怪              | Sky Wu                     | MC40                             | Sky Wu                                 |
| 2010 | 辦不到                    | Jane Zhang (feat. DaMouth) | Adia/MC40                        | Adia                                   |
| 2010 | 牽心的朋友                | DaMouth                    | Sung-wei Ma/ MC40 (parte de rap) | Anthony Wen                            |
| 2010 | 未來派對                  | DaMouth                    | MC40/Harry Chang                 | Adia                                   |
| 2010 | Happy Birthday 買滴兒     | DaMouth                    | MC40/Harry Chang                 | Ian Lee                                |
| 2010 | Rock It                   | DaMouth                    | MC40                             | K.Y.B                                  |
| 2010 | 喇舌                      | DaMouth                    | MC40                             | Adia                                   |
| 2010 | Green Kicks               | DaMouth                    | MC40                             | terrytyelee                            |
| 2010 | 愛不愛我                  | DaMouth                    | MC40                             | Adia                                   |
| 2010 | 搜尋遊戲                  | DaMouth                    | MC40                             | K.Y.B                                  |
| 2010 | Turn Up The Music         | DaMouth                    | MC40                             | Adia                                   |
| 2010 | Shining                   | DaMouth                    | MC40                             | Adia                                   |
| 2010 | 大創作家                  | MC40                       | MC40                             | TeN                                    |
| 2010 | 皮在癢                    | Sukie Chung                | MC40                             | Ooi Teng Fong                          |
| 2011 | 說愛就愛                  | Vaness                     | MC40/I-wei Wu                    | K.Y.B                                  |
| 2012 | Beautiful Luv             | DaMouth                    | MC40/Harry Chang                 | K.Y.B                                  |
| 2012 | 張大你的嘴巴              | DaMouth                    | MC40                             | Starr Chen                             |
| 2012 | 流感                      | DaMouth                    | MC40                             | Starr Chen                             |
| 2012 | 你怕誰                    | DaMouth                    | MC40                             | Ooi Teng Fong                          |
| 2012 | R u kiDdiNg mE？          | DaMouth                    | MC40                             | Starr Chen                             |
| 2012 | 防衛心態                  | DaMouth                    | MC40                             | TeN                                    |
| 2012 | Up 3x                     | DaMouth                    | MC40                             | Windy Wagner/ Shari Short/Tearce Kizzo |
| 2012 | BaBOO                     | DaMouth                    | MC40                             | Adia                                   |
| 2012 | Baby Gnite                | DaMouth                    | MC40                             | Ian Lee                                |
| 2012 | Play!                     | DaMouth                    | MC40                             | Starr Chen                             |
| 2012 | SpeXial                   | SpeXial                    | MC40                             | Starr Chen                             |
| 2013 | Gentleman                 | AK                         | MC40                             | Double-Y                               |
| 2015 | 木目心                    | DaMouth                    | AJ/MC40 (rap詞)                  | Wei Jie Liao                           |
| 2016 | HOME Remix                | Diana Wang (feat.40)       | Skot Suyama/40                   | Skot Suyama                            |
| 2017 | MAKE IT REAL              | GBOYSWAG (feat.40)         | 40/GBOYSWAG                      | GBOYSWAG                               |

## Premios y nominaciones
| Año  | Premio                                   | Categoría                                                | Obra nominada          | Resultado |
| ---- | ---------------------------------------- | -------------------------------------------------------- | ---------------------- | --------- |
| 2008 | 19th Golden Melody Awards                | Best Vocal Group                                         | Da Mouth               | Ganado    |
| 2009 | 20th Golden Melody Awards                | Best Vocal Group                                         | Player                 | Nominado  |
| 2011 | 22nd Golden Melody Awards                | Best Vocal Group                                         | One Two Three          | Ganado    |
| 2021 | 56th Golden Bell Awards                  | Best Leading Actor in a Television Series                | Born into Loving Hands | Ganado    |
| 2021 | 56th Golden Bell Awards                  | Best Supporting Actor in a Miniseries or Television Film | Workers                | Ganado    |
| 2022 | 57th Golden Bell Awards                  | Best Supporting Actor in a Television Series             | Gold Leaf              | Nominado  |
| 2022 | 57th Golden Bell Awards                  | Best Supporting Actor in a Miniseries or Television Film | You Have To Kill Me    | Nominado  |
| 2023 | 25th Taipei Film Awards                  | Best Supporting Actor                                    | Eye of the Storm       | Nominado  |
| 2023 | 58th Golden Bell Awards                  | Best Leading Actor in a Television Series                | Taiwan Crime Stories   | Ganado    |
| 2023 | Asia Contents Awards & Global OTT Awards | Best Supporting Actor                                    | Taiwan Crime Stories   | Ganado    |
| 2024 | 1st Golden Wolf Music Video Awards       | Best Actor                                               | Embryo                 | Nominado  |